# Dunure
Dunure est un village situé dans le South Ayrshire, en Écosse.